# Il Malmantile racquistato
Il Malmantile racquistato è un poema eroicomico, scritto da Lorenzo Lippi. Pittore alla corte di Claudia de' Medici, moglie dell'arciduca Leopoldo V d'Austria, Lippi cominciò il suo poema ad Innsbruck tra 1643 e il 1644 e continuò a limarlo fino alla morte.
Il titolo è un riferimento alla Gerusalemme liberata (1580) e alla Gerusalemme conquistata (1593) di Torquato Tasso, e alla Croce racquistata (1614) di Francesco Bracciolini.
Il poema, ricco di motti e proverbi fiorentini e della vivacità, comicità, malizia del parlare popolare, è corredato da note di Puccio Lamoni (anagramma di Paolo Minucci) ricche di erudizione linguistica e folcloristica. La prima edizione, pubblicata postuma a Firenze nel 1676 con lo pseudonimo anagrammatico di Perlone Zipoli e con un discorso preliminare di Giovanni Cinelli Calvoli, ebbe subito un enorme successo, assicurando una fama imperitura al Lippi.

## Trama
Il poema, ispirato a due novelle del Cunto de li cunti del Basile, narra in dodici canti in ottava rima la fantastica contesa tra Celidora e Bertinella per il reame di Malmantile, nelle Mura di Malmantile allora diroccato e privo d'abitanti nei pressi di Malmantile. Il poeta, lo descrive in modo scherzoso:
Malmantile è la residenza della bruttissima Bertinella, che ha strappato il regno alla legittima regina Celidora. Baldone, signore di Ugnano, cugino di Celidora, interviene per rimetterla sul trono, e fa vela con un esercito di ciechi, ghiottoni e ubriachi dalla Sardegna, dove si trovava, in Toscana. La maga Martinazza, giungendo su un carro guidato da due demoni, si unisce a Bertinella nella difesa del regno.
Martinazza scende all'Inferno, dove ottiene la promessa dell'assistenza diabolica. L'esercito di Baldone dà l'assalto al castello. Bertinella, costretta a capitolare, scende a patti con i vincitori, li accoglie dentro le mura, li invita a cena, e dà in loro onore una festa da ballo. Boldone si innamora di Bertinella, ma presto la lotta si riaccende. Ne ha origine un parapiglia in cui Baldone fa a pezzi i rivali, costringe Bertinella a uccidersi, e restituisce il trono a Celidora.

## Analisi

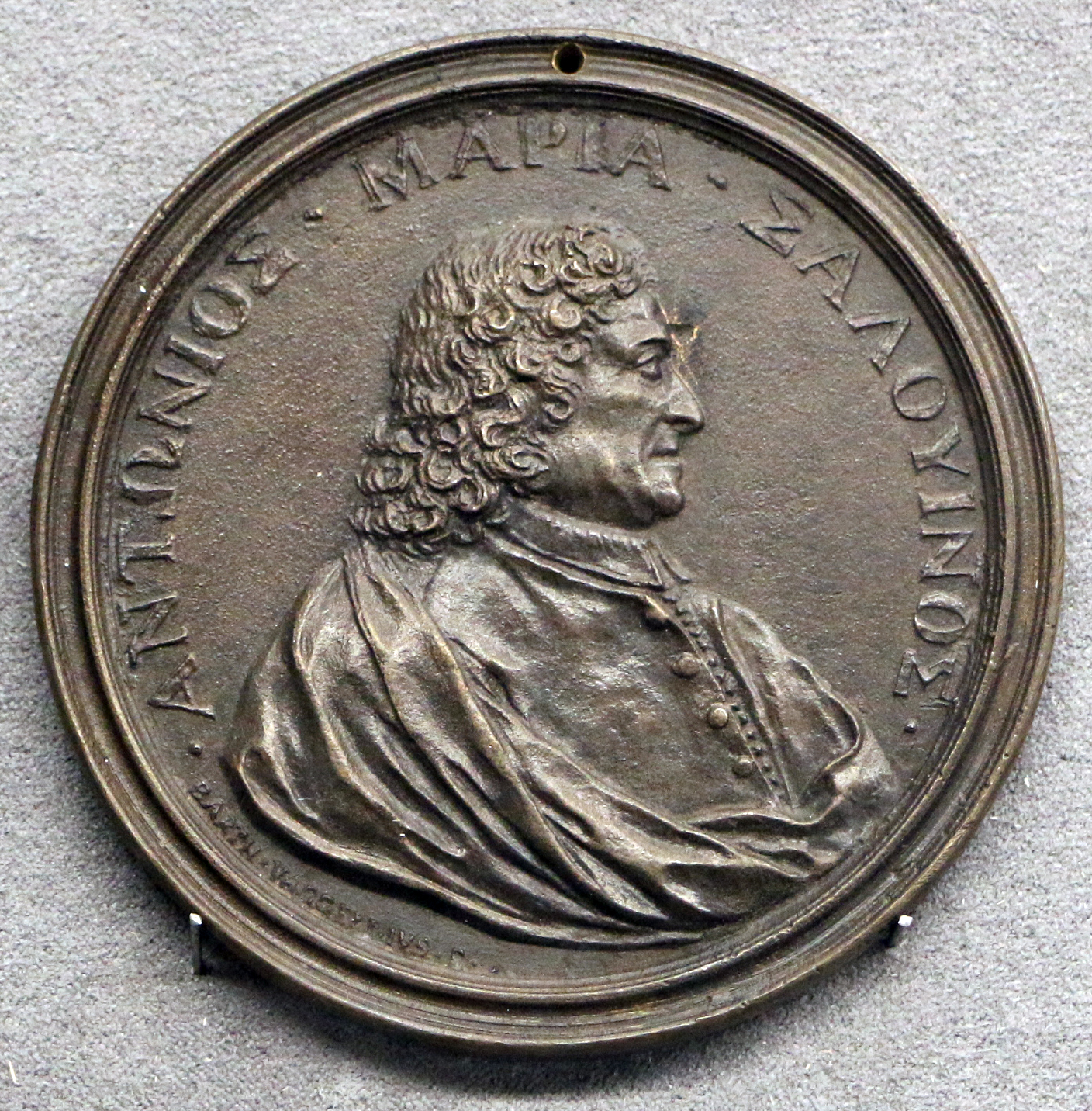
Anonimo, medaglia di Anton Maria Salvini, 1756 circa

Burlesca parodia della Gerusalemme liberata, sulla scia della Secchia rapita del Tassoni, Il Malmantile racquistato si segnala per il gusto fantastico e bizzarro, che deforma in chiave grottesca aspetti della vita quotidiana fiorentina, spesso descritta con grande precisione, e soprattutto per la lingua vivace e colorita, che riproduce quella parlata dal popolo, con una grande ricchezza di modi di dire, proverbi ed espressioni gergali. Nel 1688, Leopoldo incaricò Puccio Lamoni (Paolo Minucci) di pubblicare una versione fiorentina con note a piè di pagina per spiegare tutte le particolarità della lingua ai non fiorentini. Lo stile burlesco ed eroicomico, un mix di fantasia e dettagli bizzarri, nasconde un doppio senso quasi ad ogni frase, e il poema è ricco di umorismo volgare, sperimentazioni linguistiche e idiotismi fiorentini. Alle annotazioni di Paolo Minucci vennero poi aggiungendosi quelle di Antonio Maria Biscioni e Anton Maria Salvini. Il poema è inscindibile dagli apparati esegetici, di commento linguistico. Così ad esempio i versi (IV 8 1-4):
risultano per un non fiorentino pressoché incomprensibili, senza il commento linguistico che li accompagna: Non ha tutti i suoi mesi: è spropositato, non ha l'intera perfezione del cervello. Non è stato tutti i nove mesi nel ventre di sua madre a perfezionare il cervello [...]. Far marina: diciamo far marina coloro che fingendosi stroppiati ed impiagati gridano e si rammaricano per farsi creder tali  [...]. Vado a Scesi: quando diciamo: «il tale è andato a Scesi», intendiamo «è morto», se ben pare che diciamo «è andato alla città di Scesi», o Assisi, perché il verbo « scendere» ci serve per intendere «morire» [...]. Pel mal che viene in bocca alla gallina: il male che viene in bocca alla gallina da noi è detto «pipita» [...]. E perché fra la gente bassa invece di dire «appetito» si dice «appipito», però cavano questo detto [...] e intendono «appipito», cioè fame.
Il virtuosismo del Lippi si manifesta anche nell'uso di un linguaggio artificiale, detto «ionadattico», che consiste nella sostituzione di una parola con altra che incominci con le stesse lettere (per esempio: III, 66, 5 spinaci per spie; VII, 10, 8 briccone per brindisi).
Nel poema figurano numerosi personaggi storici e amici intimi del poeta, celati da anagrammi, come Salvator Rosa (Salvo Rosata), grande amico del Lippi, Carlo Dati (Alticardo), Antonio Malatesti (Amostante Latoni) o Lorenzo Magalotti (Grazian Molletto).
Il Malmantile si inserisce in quella fase di ripartenza dell'Accademia della Crusca che, dopo la prolungata stasi che aveva seguito la seconda edizione del Vocabolario nel 1623, riprese i lavori sul finire del 1640 per iniziativa di Pietro de' Bardi, con il contributo, tra gli altri, di Michelangelo Buonarroti il Giovane e Benedetto Buommattei. Un primo esito lo si ebbe proprio nel 1643 quando questi tre letterati dettero alla luce, rispettivamente, l'Avinavoliottoneberlinghieri (cominciato verso la fine del Cinquecento, ma compiuto solo molti anni dopo), l'Ajone e la terza edizione del Della lingua toscana. I primi due sono considerati i modelli di poesia burlesca più prossimi al Malmantile, mentre il terzo è un trattato che sviluppa le posizioni dell'Hercolano di Benedetto Varchi (edito postumo nel 1570), teorizzando l'apertura del fiorentino alla lingua parlata, «alla viva voce del popolo», pur nel rispetto dell’autorità dei padri del Trecento e del canone di Lionardo Salviati.
«Lippi trova in larga misura gli stimoli per le sue scelte poetiche nel contesto di questa rinnovata strategia della Crusca, o almeno di una parte dei suoi membri. Paolo Minucci e Filippo Baldinucci, assidui frequentatori di Lorenzo, avevano ben segnalato i punti salienti del Malmantile, l’uno introducendone il monumentale apparato di note, l’altro incastonandone un lungo commento nella biografia del pittore. I due testi in ampie parti coincidono, tanto da risultare “concordati”, in particolare sugli aspetti linguistici: Lippi, dimostrando la facilità del parlare fiorentino, si fonda sul principio che il parlar bene è una proprietà naturale ed è dunque accessibile anche a chi non possegga gli artifici della retorica; perciò la lingua viva è quella del popolo e – polemicamente sottolineano entrambi i commentatori – ridicolo è chi affetta un parlare antico usando e abusando di vocaboli in disuso, seppur attestati dai venerandi padri del «miglior secolo»; infine, sotto l’apparenza di una raccolta di novelle domestiche per ragazzi, e dunque in occasionale similitudine con il «trattenemiento de’ peccerille» di Basile suggerito a Lippi da Salvator Rosa, il Malmantile costituisce un prezioso repertorio di proverbi, locuzioni e lessico fiorentini. Forte di quest’ultima considerazione, Minucci sintetizza la strategia dell’amico pittore con la frase – evidenziata in corsivo –: «Cogliendo della lingua materna il più bel fiore», che, essendo esemplata sul motto petrarchesco della Crusca, in un certo qual modo appone il sigillo accademico sul poema e ne certifica la congruità di intenti.»

## Fortuna

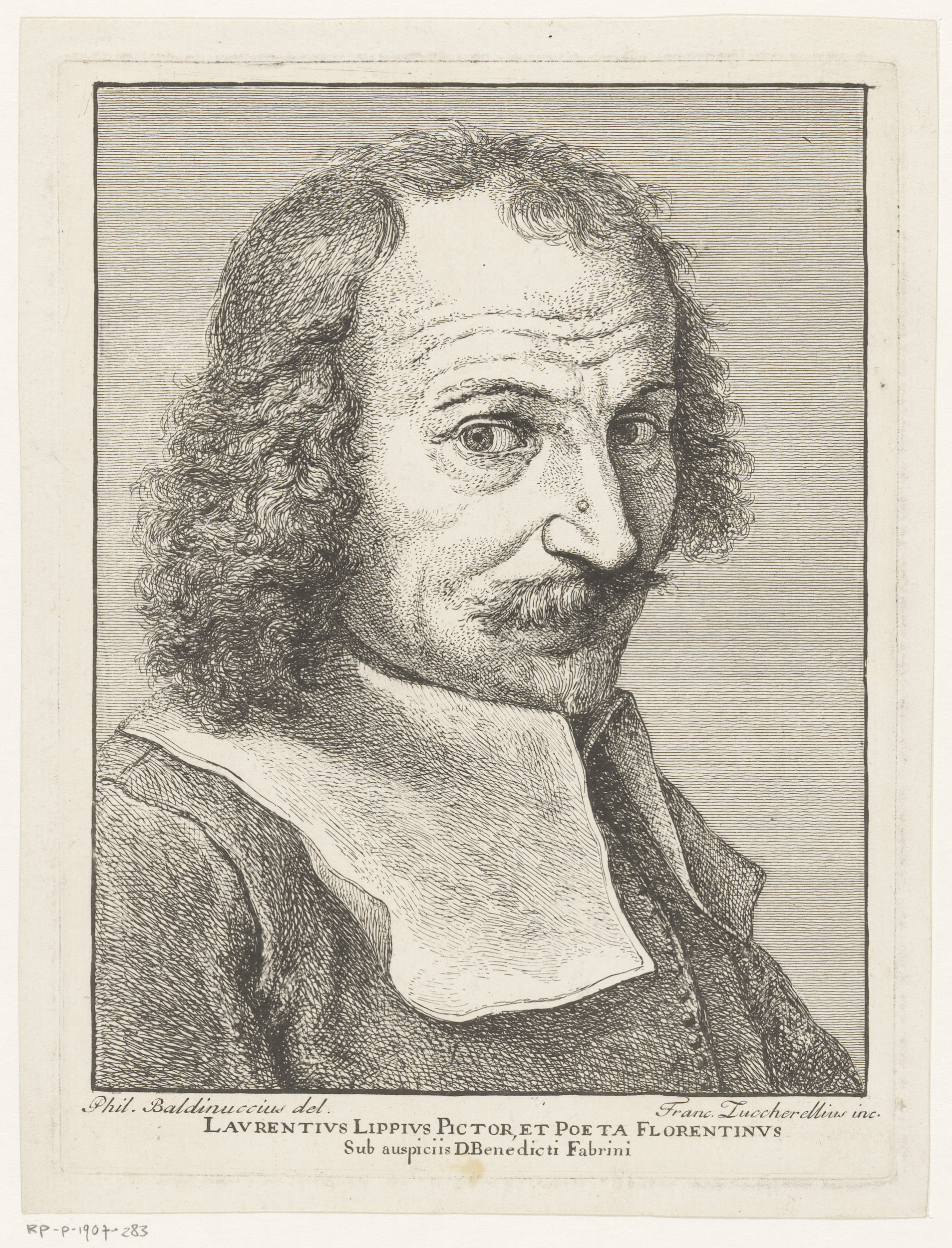
Ritratto di Lorenzo Lippi, incisione di Francesco Zuccarelli su disegno di Filippo Baldinucci

I primi cantari del poema furono letti presso l’Accademia degli Apatisti nel 1649. L'opera fu ammessa dall’Accademia della Crusca fra i «testi di lingua» (Vocabolario della lingua italiana dell’Accademia della Crusca, Firenze 1865, p. 943). Ad essa si ispirano La Celidora o Il governo del Malmantile (1734), opera burlesca di Ardano Ascetti (nome anagrammato del domenicano Andrea Casotti di Prato) e il dramma giocoso di Carlo Goldoni Il mercato di Malmantile (1757 circa). Da quest'ultimo Domenico Cimarosa trarrà spunto per l’opera La vanità delusa o Il mercato di Malmantile (1784).
Karl Vossler ha ritenuto che questo poema e quello del Tassoni offrissero un modello di stile al Leopardi fanciullo. Nella Crestomazia leopardiana compaiono venti versi del Malmantile.
Ampia fu anche la fama del Malmantile presso i sovrani d'Europa. Anna Maria Crinò ha trovato alcune lettere del 1669 di Lorenzo Magalotti al canonico Bassetti (fondo Mediceo dell'Archivio di Stato di Firenze, Filza 1522), in cui si parla della spedizione a Londra via Parigi, di una copia manoscritta del Malmantile Racquistato. Era un omaggio per Carlo II d'Inghilterra, che nel 1668, parlando con il Magalotti, aveva espresso la sua ammirazione per la Secchia del Tassoni e il suo desiderio di possedere il poema giocoso del Lippi, allora non ancora stampato, ma già conosciuto e diffuso. Che il dono fosse gradito la Crinò arguisce da una notizia data dal Baldinucci: il re d'Inghilterra fu visto maneggiare una copia del Malmantile prima che questo fosse stato dato alle stampe; evidentemente si trattava dell'esemplare regalato dal Magalotti.
Nella Vita di Lorenzo Lippi il Baldinucci racconta che quando il dotto Canonico Lorenzo Panciatichi andò con altri Cavalieri fiorentini a Parigi nel 1670, per partecipare al Re di Francia la notizia della morte del Granduca Ferdinando II, Re Luigi XIV lo ricevé un giorno con le parole: «Signor Abate io stavo leggendo il vostro grazioso Malmantile!»

## Edizioni
- Lorenzo Lippi, Malmantile racquistato, con le note di Paolo Minucci, Firenze, nella Stamperia di S.A.S. alla Condotta, 1688.
- Lorenzo Lippi, Il Malmantile racquistato, con le note di Paolo Minucci, Anton Maria Salvini, Antonio Maria Biscioni, vol. 1, Firenze, Francesco Moücke, 1750.
- Lorenzo Lippi, Il Malmantile racquistato, con le note di Paolo Minucci, Anton Maria Salvini, Antonio Maria Biscioni, vol. 2, Firenze, Francesco Moücke, 1750.